# Carl Martin Spengler

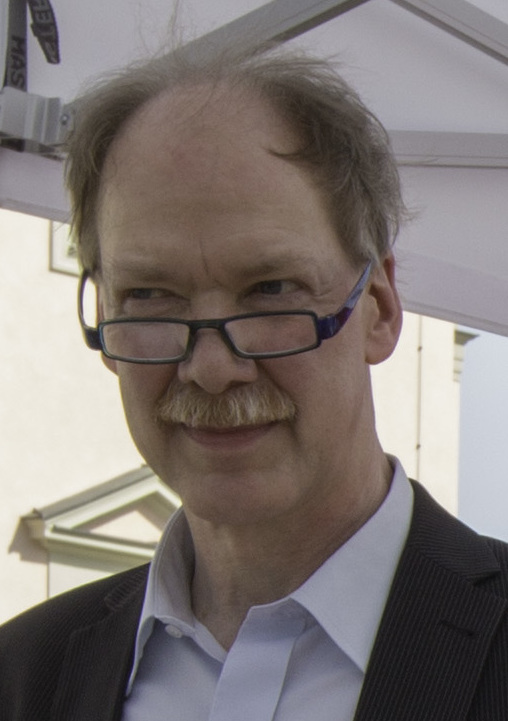
Carl Martin Spengler, 2018

Carl Martin Spengler (* 4. März 1960 in Leipzig) ist ein deutscher Schauspieler.

## Leben
Der in Leipzig geborene Spengler studierte an der Hochschule für Schauspielkunst Ernst Busch in Berlin und war bis kurz nach Ende der DDR vorwiegend als Darsteller in Märchen- und Historienfilmen zu sehen.
Spengler ist Mitbegründer des Theaters im Palais, in dessen Inszenierungen er auch regelmäßig auftritt.

## Rezeption
Die Kritikerin Ingeborg Pietzsch lobte Spengler als einen „Schauspieler, der vorzüglich mit Sprache umzugehen weiß und nie dem Vordergründigen erliegt“.

## Filmografie
- 1983: Zauber um Zinnober (Fernsehfilm)
- 1985: Mein lieber Onkel Hans (Fernsehfilm)
- 1986: 1913 (Fernsehfilm)
- 1986: Die lustigen Weiber von Windsor (Fernsehfilm)
- 1987: Wengler & Söhne
- 1988: Froschkönig
- 1988: Der Aufstand der Fischer von St. Barbara (Fernsehfilm)
- 1989: Die Besteigung des Chimborazo
- 1989: Die verschwundene Miniatur (Fernsehfilm)
- 1990: Marie Grubbe
- 1992: Die Gespenster von Flatterfels (Fernsehreihe, Folge „Nebel des Vergessens“)